# سلطانه، مدینه
سلطانه (به عربی: سلطانة) یک منطقهٔ مسکونی در عربستان سعودی است که در استان مدینه واقع شده‌است.